# Eupithecia duena
Eupithecia duena es una especie de polilla de la familia Geometridae. La especie fue descrita por primera vez por Paul Dognin habiendo sido descrita en 1899, con distribución en Ecuador y Perú. El holotipo de la especie fue descrita en Santo Domingo, Provincia de Carabaya a 6000 pies (1828,8 m) de altura sobre el nivel del mar. Varios sintipos fueron descritos en el sector Corvico (Bolivia),  el sector El Monje a poca distancia de Loja (Ecuador) y en el sector Agualani en Perú a 9000 pies (2743,2 m) de altitud. 

## Descripción
Es una polilla de pequeño tamaño, con una envergadura de 24 milímetros (0,9 plg). En general, es de color marrón sepia claro con manchas negras. Los palpos son rectos y largos, y extendidos pasados el borde de la frente, con la raíz y segmento medio de estos viéndose ampliamente cubiertos de escamas peludas. El segmento terminal de los palpos son pequeños, puntiagudos, con puntas blanquecinas.
La cabeza, tórax, cuerpo y patas son del mismo color marrón pardusco en la parte de arriba y grises en su mitad inferior. El cuerpo en los segmentos superiores cuenta con finos mechones de pelo negro ribeteados de blanco hacia la parte posterior. El primer segmento es bordeado por dos bandas transversales negruzcas. Las antenas son simples, anilladas de color negro y amarillento. Las patas son de color gris sucio. El vértice de la cabeza y el vientre es pálido en comparación con el resto del cuerpo. El cuerpo cuenta con pequeños mechones negros en los segmentos.

### Alas
El ala anterior es de color gris violáceo opaco teñido de rufo y oliva en las áreas basal, costal y terminal. El margen interno debajo de SM2 y las venas hacia el término son marrón rufo. En el ala anterior, la costa está cubierta por muchas líneas negras bastante fuertes que se extienden hasta la línea subcostal,: Notas  desde las cuales se vuelven onduladas y muy indistintas atraviesando el ala hasta el borde posterior. Cuenta con un punto central negro en el medio del ala. Desde ahí se dibuja dos líneas onduladas negras fuertes que van desde la costilla 4-6 entre el centro y el borde exterior en el medio. El área posmediana se ve ocupada por una mancha blanquecina difusa. Las líneas transversales cursan en ángulo debajo de SC y se pueden rastrear a lo largo del ala.: Notas  La línea subterminal se ve marcada por puntos negros con puntas blancas entre las venas.
El ala trasera es blanquecina sin marcas, excepto a lo largo del margen abdominal, hasta M y M2,: Notas  donde el color de fondo se ve teñido de rojizo y las líneas y sombras son completas, incluyendo una mancha color ceniza cerca de la base. Las alas traseras solo son marrones en los bordes interior y exterior, volviéndose más claras y grises hacia la costa.: Notas  Comenzando en el borde interior hay 7 bandas transversales oscuras dispuestas en forma de zigzag, las que van hacia las raíces. A lo largo del término el tono rojizo es más extendido, y hay rayas terminales negras entre las venas, hasta R'.: Notas  La línea del borde exterior es fina y de color negro. Tiene flecos de color gris oscuro con manchas negras en el ala. El envés es gris, brillante sedoso. Las líneas transversales de las alas traseras llegan hasta la costa. Tiene un punto de celda más pequeño que el ala anterior.